# 嘉陽小火車及芭石窄軌鐵路
芭石铁路，是一条位於中华人民共和国四川省樂山市犍為縣的窄轨铁路。该鐵路是為了方便運送煤炭的矿山铁路，于1959年7月12日開通，並被附近居民用作代步。鐵路起點處停止產煤後，居民仍然需要以小火車進出山嶺，被称作嘉阳小火车。保留後的嘉陽小火車及芭石窄軌鐵路遂在2007年6月成為四川省文物保護單位。

## 概要
嘉陽小火車在1958年製於石家庄蒸汽机车车辆厂，被嘉阳煤矿（1937年由河南焦作西迁入犍为，是现嘉阳集团前身）從石家庄动力机械厂引进，而芭石窄軌鐵路也是在同年由嘉阳煤矿為方便運送煤炭而建造。鐵路於1959年7月12日開始在石溪镇与黄丹镇交界的芭蕉沟之間運行，吸引不少民眾观看這來自西洋的科技。雖然鐵路是為了煤炭运输而設，但居民和煤矿工人也有需要用作代步；於是，小火车的煤车後面加設了載客车厢。自此以後，居民依靠小火車代步來進行各種活動。
1980年代，鐵路起点處已停止产煤，煤炭运输也开始改以电力机车而非火車來進行，但居民仍然需要以小火車作為唯一进出山嶺的交通工具；因此，小火車沒有被公共汽车取代，成為了全世界唯一一列現存的客运小火车，也是唯一仍在运营的蒸汽窄轨火车。雖然嘉陽小火車仍能安全运行，但曾在2013年發生車輪出軌的輕微意外，沒有造成傷亡。
小火車已在1990年代改为客运，到了现在被形容為「中国煤炭工业發展的活体里程碑和实体博物馆」、「工业革命活化石」，也有評論認為小火車见证工业历史的意义比现实意义更大。小火車於2008年以前曾經在一年帶來200万人民幣的大幅虧損，在2005年与嘉阳小火车相似的彭州小火车因长时期亏损而最终拆除后，嘉阳小火车便引起了各大媒体的关注，吸引不少中國和海外遊客到訪，在2010年的假日經常出現爆满情況，一度令管理公司要建議沒購票的遊客避免前往；單在2015年，13万人次的游客乘坐了小火车，带来1,100万人民幣收入。路透社曾派員拍摄小火车运行，在超過400家电视台播送介紹小火车的电视新闻，這令外国遊客日益增加。小火车從1959年至2012年的客运量累积超過一千万。 2018年1月，英国广播公司摄影师克里斯托弗·彻里来犍为进行了为期两天的纪录片《中国最后一辆蒸汽火车》的实地拍摄，用镜头记录了嘉阳蒸汽小火车的运行情况。

## 历史
1938年芭沟站附近的煤矿开坑。挖掘后的煤炭通过轨距600mm手动操作的矿车向马边河旁的马庙港运输，从那里它被装上驳船并运到另一个地方。
为了提高运输效率，1958年，前往岷江河畔石溪镇长19.84公里、轨距600mm窄轨铁路开始建设、翌年12月完工。1960年轨距改为762mm。另外、中途的蜜蜂岩站设计了折返式路线的结构。
最初的矿车同时运送煤炭和乘客，1960年代客车投入运营。1975年，除了煤炭列车以外，1天运行6趟客车，现在减少到了4趟。
此时，黄村井站、蕉坝站、跃进站附近的煤炭仍然使用铁路运输。2000年跃进站 - 石溪站间550V直流电气化。除了沿着铁轨建造道路之外，2003年最后剩下的黄村井站停止了煤炭运输。嘉阳公司方面本打算将铁路废弃，2004年地方政府提出了该线具有观光价值，从而免遭废线。相比较对于当地居民的运价只有0.5元人民币，面向观光游客的运价为80元人民币（往返140元人民币）。
2016年12月，石溪站 - 跃进站间的电气化区间停止使用电力机车牵引货车。

## 运营

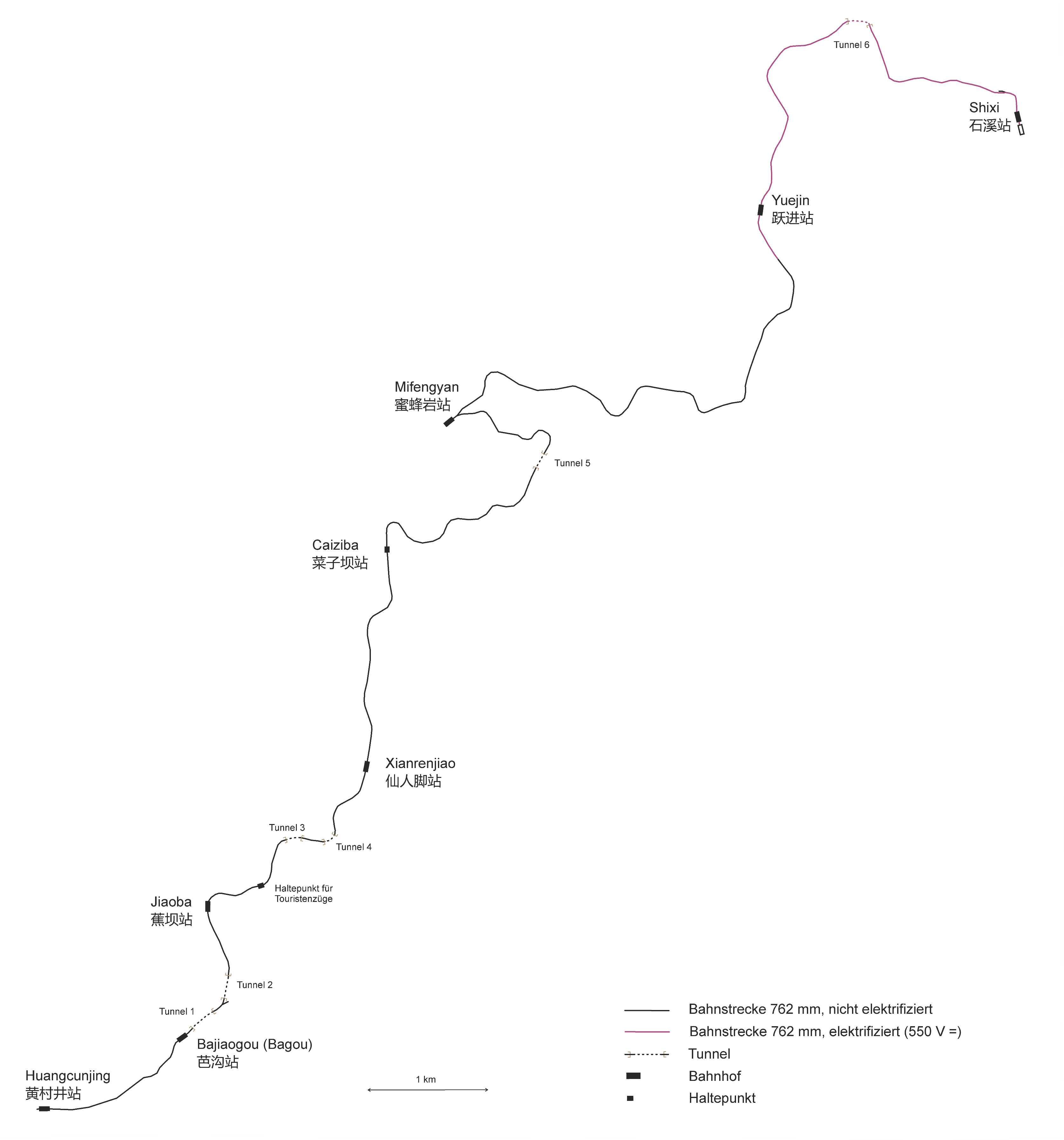
火车线路图

芭石窄軌鐵路途經六条隧道，總長905米，一、二隧洞長達224.4米）；弧線109段（弧線佔全線總長的46%），最大高差238.1米（終點站海拔363.7米，菜子壩附近海拔601.8米）；停車站台7個。
小火車是铁皮包裹的木头車，车门用铁打成，车窗以铁皮打成。一列列车有普通车厢、运货车厢、职员车厢等數个车厢，在节日和假期會提供观光列车給遊客。普通车厢較小，摇晃严重，烟尘多，有些時候很擠迫，乘客較不舒适；观光车厢有隔热、静音、防尘等功能，又設有观景台及前后双门通道。运货车厢不設座位，普通车厢有20个座位，观光车厢有37个座位。
小火車以全人手操作，驾驶室與大型蒸汽火車的不同，左邊有司炉工，右边是司机，为锅炉式动力驱动。它靠烧煤行駛，每小时只能運行20公里，每天有四個班次；烧煤产生的煤渣會定点排放，以保護环境和保障安全。車站的工作人员以旗语提示小火车是否可進站。

## 车站
| 站名       | 里程 （公里） | 普通列车 | 观光列车 | 备注 | 海拔 （米） |
| ---------- | ------------- | -------- | -------- | ---- | ----------- |
| 石溪站     | 0.00          | ●        |          |      | 364         |
| 跃进站     | 4.40          | ●        | ●        |      | 378         |
| 月亮田站   | 7.40          | ●        | ｜       |      |             |
| 蜜蜂岩站   | 9.40          | ●        | ｜       |      | 484         |
| 段家湾景点 |               | ｜       | ●        |      |             |
| 菜子坝站   | 12.60         | ●        | ｜       |      | 567         |
| 仙人脚站   | 14.60         | ●        | ｜       |      | 602         |
| 亮水沱景点 |               | ｜       | ●        |      |             |
| 蕉坝站     | 16.84         | ●        | ｜       |      | 585         |
| 芭蕉沟站   | 18.24         | ●        | ●        |      | 572         |
| 黄村井站   | 19.84         | ●        |          |      | 565         |

此外，2015年跃进站—月亮田站之间新建了一个信号站。另外，石溪站—跃进站间过去有个停车场，该地区的居民希望可以上下车。

## 机车车辆
正如历史部分所述，最初只使用了手动操作的矿车，之后引进了内燃机车。四川嘉阳集团旗下拥有一家机械修理制造公司，1972年以后，有能力制造和更新内燃机车的锅炉。据说2016年运行的两台蒸汽机车是由该公司制造的。

### 蒸汽机车
自从改轨后，采用了大型ZM16-4-C2（以下以C2形略称）蒸汽机车，至今依然以主力机车使用中。
- 2011年确认了07、08、09、10和14号机车的运行[21]。
- 2016年确认了07、10、16、17、18号机车的运行[22]。
- 2018年确认了08、16、17、18、19号机车的运行[23]。
- 8号车 - 彭白线（2003年停止运行）[註 6]使用的C2形于2006年开始使用。
- 16号车 - 与8号车同样的彭州机车。此外，与8号和16号机车一同开始使用的斜坡式煤水车取代了现有型号的箱式煤水车[24]。
- 17-18号机 - 2015年新造。锅炉由新成立的附属公司制造。出厂时采用彭州机器制造的煤水车。
- 19号机 - 2017年新造。锅炉和底架是新的，前照灯箱是独特的六角形[17]。

### 电力机车
除了在21世纪初引入的凸形机车外，还有一个用蓄电池驱动的矿用机车。
- ZL14-7电力机车 - 跃进—石溪间，2000年负责煤炭运输而买入3台。2016年末以后停止运行[14]。

### 内燃机车
- SJ380A型柴油机车 - 1991年运行有2辆。因为故障频发于1996年引退。蜜蜂岩站至芭沟站站内展示有废车车体。
- ZDX/C-07-3-40FB型小火车[26] - 由杭州俊士铁路设备有限公司制造，2017年12月开始导入[27]。以后也有增加的计划。

### 货车
开通当初使用的矿车，就是在简单的框架上放置竹筐，后来换用木制的，最后改用2吨重的钢制二轴车所取代。现在所能看到的都是钢制的石炭车。
此外，还有3轴空载车和平板车。

### 旧型客车
所有客车都有一个可下降的车窗，但没有玻璃，关闭时视线完全被阻挡。每辆车仅在中央一侧有一个手动门（石溪站基准的岷江侧）。车厢连接处被完全隔断，不能在车辆之间移动。它被漆成深绿色，但近年来门边出现黄色条带。
- 二轴车 - 它直到发展为观光铁路前一直作为主要客车，不同客车的窗户大小等有一些个体差异。客车内部是布置有长座椅，门旁边配有手动制动手柄。
- 行李车 - 配备转向架的4轴车。车内有简单的隔板，作为装载猪和其他牲畜使用。

### 观光客车
它与发展成观光铁路时一起开始使用。尽管客车形式根据制造时间而不同，但基本规格基本相同。
两辆车都是机车，内部有十字座椅。它具有一个透明的窗户，跟公共汽车，它也可以在水平方向打开。虽然墙壁是非穿透的，但是都配备了可以打开的窗户。在开始时，采用混合颜色，但现在漆有一个深绿色的色带，周围缠着黄色条带。（与中国铁路客车的新标准色接近）
为了便于解释，下面使用的表达“某次车”不是官方分类名称。
- 1次车 - 开始为茶色涂装，无空调。有一种从车门侧面进入的类型和从开放式甲板上车的类型。座席数37[28]。
- 2次车 - 在汽车的尽头配备独立电源的空调。甲板规格不存在。开始为亮蓝色。
- 3次车 - 2016年新造。开始时为绿色，比之前的车都要亮[17]。
- 4次车 - 2018年发表。车内设置有液晶显示器[29]。

### 开放式客车
观光列车在芭沟站折返，为运输末端区间的观光游客而导入。采用简易大棚的两轴车，没有座位。与乐山市沙湾区的沫江煤電通称鸟笼列车（鳥かご列車）相近。

### 铛铛车
芭蕉沟站为观光列车的终点站，前往黄村井站的游客需乘坐电瓶驱动的有轨电车。
- JS140DDX-07型，定员32人，于2019年由由杭州俊士铁路设备有限公司制造[30]。
- 一辆型号未知，同由杭州俊士铁路设备有限公司制造。

### 柩车
在沿着这条街的道路开通之前，有一种将铁路沿线居民遗体运到这条铁路的习俗。出于这个原因，有一辆车号为0的灵车，它连接到普通列车的末端。 它比普通的双轴车辆小一号，在侧面中央有一个水平伸长的开口，以及一个安装在汽车末端的安全门，因此它可以放置在车身。死者家属在离开时在车站放鞭炮，同时根据道教风俗从火车窗口撒冥币。

### 其它
从前使用了一种压盖式连接器，但自2017年以来，已经出现了配备自动连接器的车辆。

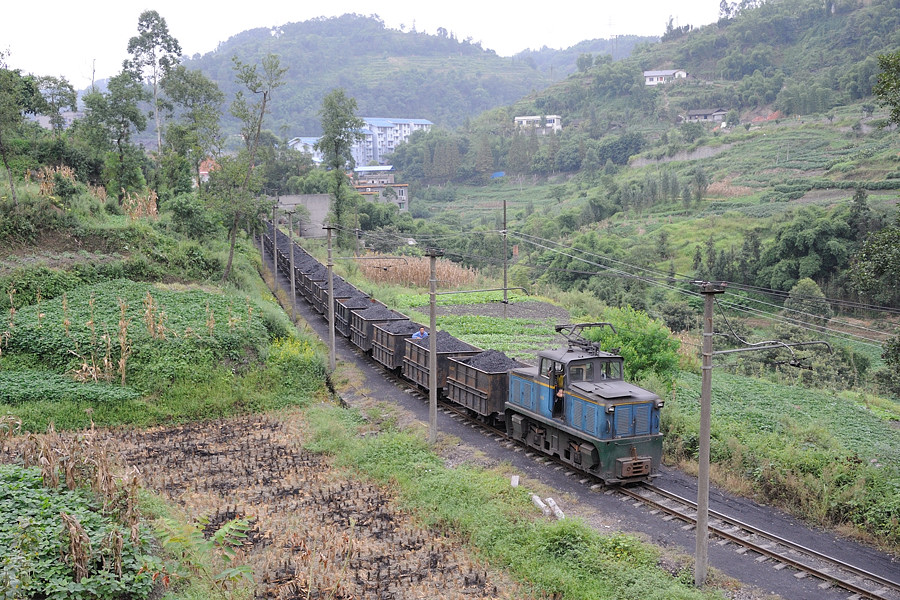
跃进站和石溪站间的ZL14-7 003，2011年
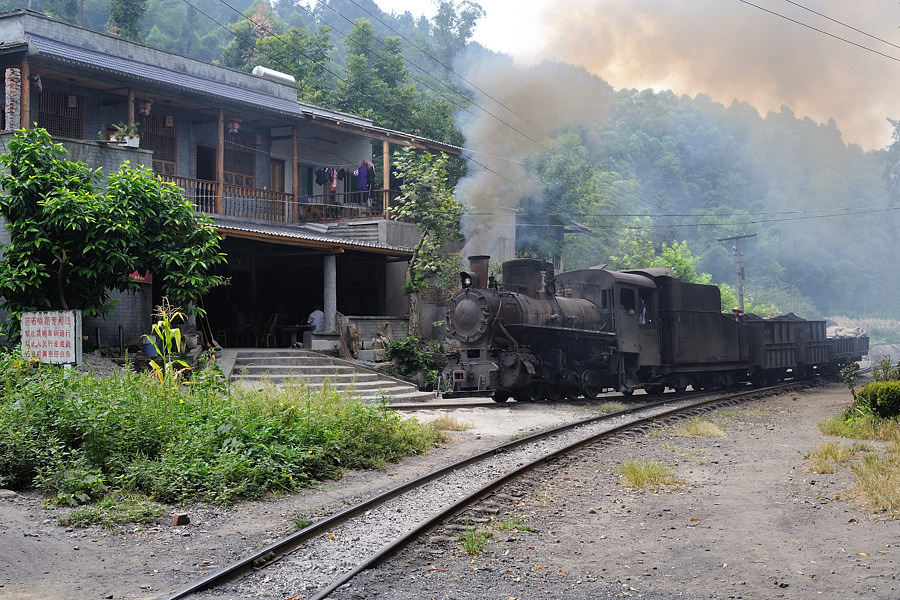
蜜蜂岩站岔道和C2-07机车，2011年
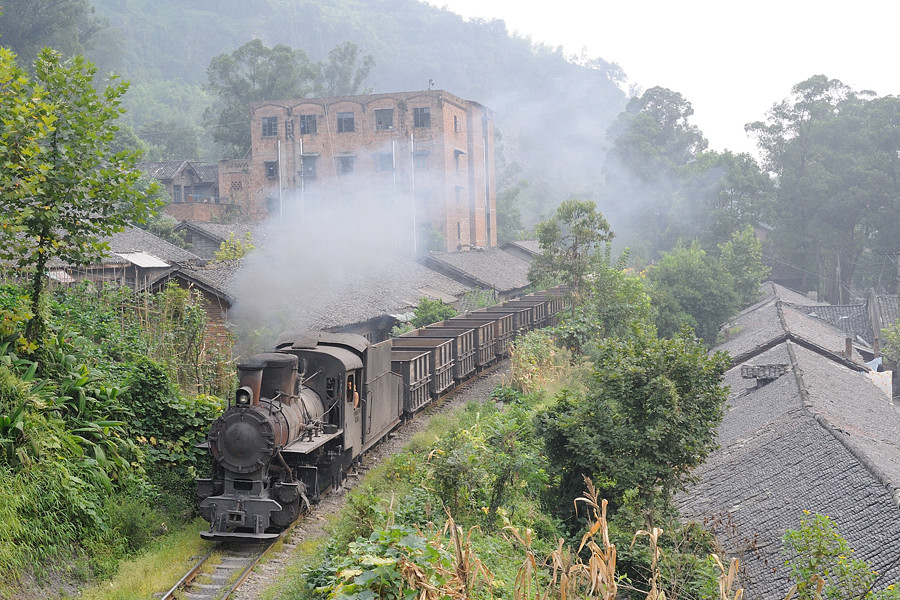
芭蕉沟站附近的C2-07机车和空的石碳车，2011年

## 保護
嘉陽小火車在2006年4月被列入乐山市文物保护单位，国家文物局希望此舉成為中国保护工业遗产的典范；其後，小火車在2007年6月與芭石窄軌鐵路一同成為四川省文物保護單位之一，並在2010年5月經中华人民共和国国土资源部評審後與附近的工业遗产一同組成四川嘉陽國家礦山公園。有評論還認為，當局有理由把嘉陽小火車申报為世界文化遗产。雖然如此，小火車曾一度带来亏损，令嘉阳集团有意拆除芭石窄軌鐵路，這建議提出後遭到各方反對。自2010年至今嘉陽小火車闻名全国乃至世界，为嘉阳集团带来巨额利润，因此得到了更妥善的保护。